# Kostas Karamanlis (Politiker, 1974)
Konstantinos Achillea „Kostas“ Karamanlis (griechisch Κωνσταντίνος «Κώστας» Αχιλλέα Καραμανλής, * 12. Dezember 1974 in Athen) ist ein griechischer Politiker. Von 2019 bis 2023 war er Minister für Infrastruktur und Verkehr im Kabinett von Kyriakos Mitsotakis.

## Ausbildung und berufliche Karriere
Karamanlis wurde in Athen geboren, gibt als seinen „Herkunftsort“ jedoch Serres in Zentralmakedonien an. Er ist der Sohn des Politikers Achileas Karamanlis und stammt aus einer traditionell politisch aktiven Familie. Der frühere Ministerpräsident und Staatspräsident Konstantinos Karamanlis war sein Onkel, der ehemalige, gleichnamige Ministerpräsident Kostas Karamanlis ist sein Cousin. Karamanlis studierte Geschichte und Wirtschaft am Hamilton College in New York und anschließend an der privaten Tufts University in Boston. Von 2002 bis 2004 arbeitete er für die Schweizer Investmentbank UBS Warburg in London. Zehn Jahre lang war er Geschäftsführer der Reederei Mantinia Shipping in Piräus.

## Politische Karriere
Als Vertreter der liberal-konservativen Partei Nea Dimokratia engagierte sich Karamanlis allmählich auch in der Politik. Nach der Parlamentswahl vom Januar 2015 vertrat er erstmals Serres im griechischen Parlament. Bei den Wahlen im September 2015 und 2019 wurde er wiedergewählt.
Im Juli 2019 wurde Karamanlis von Premierminister Kyriakos Mitsotakis zum Minister für Infrastruktur und Verkehr ernannt. Am 1. März 2023 trat er nach dem Eisenbahnunfall von Tembi als Minister zurück. Mit Anspielung auf das veraltete Eisenbahnsystem in Griechenland erklärte er, dass die aktuelle Regierung die griechische Bahn dreieinhalb Jahre zuvor in einem Zustand übernommen habe, „der nicht ins 21. Jahrhundert passt“. Er fühlte sich jedoch nach eigener Aussage verpflichtet, die Verantwortung für die Fehler des griechischen Staates zu übernehmen.